# Rabdophaga iteobia
Rabdophaga iteobia är en tvåvingeart som först beskrevs av Jean-Jacques Kieffer 1890.  Rabdophaga iteobia ingår i släktet Rabdophaga och familjen gallmyggor. Inga underarter finns listade i Catalogue of Life.